# 堀安成文
堀安 成文（ほりやす なりふみ、大正元年（1912年）9月26日 - 昭和54年（1979年）6月8日）は、日本の柔道家、政治家。元鳥取県議会副議長。元県柔道連盟米子支部顧問。
堀安家は松江城主堀尾吉晴の末裔である。

## 経歴
鳥取県米子市出身。堀安憲の長男。立命館大学卒業。
昭和30年（1955年）から約10年間にわたって県公安委員長。昭和42年（1967年）県議初当選以来、連続三期当選。昭和52年（1977年）7月～昭和54年（1979年）4月県議会副議長。

## 人物像
代々堀安家は制剛流俰を伝える家であり、堀安成文は制剛流15代目であった。
大学在中柔道主将、卒業後講道館で柔道を錬磨し五段を授けらる。邸内に礎道館を設立、広く柔道の普及興隆に尽力。
趣味は武具、骨董。宗教は浄土宗。住所は米子市上福原。

## 関連
- 堀尾氏
- 堀尾吉晴
- 講道館
- 制剛流